# Landtagswahlkreis Quedlinburg
Der Landtagswahlkreis Quedlinburg (Wahlkreis 17) ist ein Landtagswahlkreis in Sachsen-Anhalt. Er umfasste zur Landtagswahl in Sachsen-Anhalt 2021 Teile des Landkreises Harz, nämlich als Einheitsgemeinden die Städte Ballenstedt, Quedlinburg und Thale sowie von der Verbandsgemeinde Vorharz die Gemeinden Ditfurt, Harsleben, Hedersleben, Selke-Aue und Wegeleben.
Der Wahlkreis wird in der achten Legislaturperiode des Landtages von Sachsen-Anhalt von Ulrich Thomas vertreten. Er vertritt den Wahlkreis seit der Wahl im Jahr 2006 und verteidigte das Direktmandat zuletzt bei der Landtagswahl am 6. Juni 2021 mit 33,4 % der Erststimmen.

## Wahl 2021
Im Vergleich zur Landtagswahl 2016 wurde das Wahlgebiet um die Gemeinden Harsleben und Wegeleben vergrößert, die bei der Wahl 2016 Teil des Landtagswahlkreises Oschersleben waren. Der Name des Wahlkreises blieb gleich, die Nummer wurde jedoch von 30 auf 17 geändert.
Es traten sieben Direktkandidaten an. Von den Direktkandidaten der vorhergehenden Wahl traten Ulrich Thomas, Monika Hohmann, Andreas Steppuhn und Susan Sziborra-Seidlitz erneut an.
Ulrich Thomas verteidigte das Direktmandat mit 33,4 % der Erststimmen. Monika Hohmann zog über Platz 11 der Landesliste der Partei Die Linke und Susan Sziborra-Seidlitz  über Platz 3 der Landesliste von Bündnis 90/Die Grünen ebenfalls in den Landtag ein.
|                         |                      | Erst- stimmen | Erst- stimmen | Zweit- stimmen | Zweit- stimmen |
| Bewerber                | Partei               | Anzahl        | %             | Anzahl         | %              |
| ----------------------- | -------------------- | ------------- | ------------- | -------------- | -------------- |
| Wahlberechtigte         | Wahlberechtigte      | 50.261        | 100,0         | 50.261         | 100,0          |
| Wähler                  | Wähler               | 28.522        | 56,7          | 28.522         | 56,7           |
| Ungültige Stimmen       | Ungültige Stimmen    | 417           | 1,5           | 376            | 1,3            |
| Gültige Stimmen         | Gültige Stimmen      | 28.105        | 98,5          | 28.146         | 98,7           |
| davon                   |                      |               |               |                |                |
| Ulrich Thomas           | CDU                  | 9.401         | 33,4          | 10.704         | 38,0           |
| Dennis Möhring          | AfD                  | 5.873         | 20,9          | 5.539          | 19,7           |
| Monika Hohmann          | DIE LINKE            | 3.488         | 12,4          | 3.032          | 10,8           |
| Andreas Steppuhn        | SPD                  | 2.980         | 10,6          | 2.489          | 8,8            |
| Susan Sziborra-Seidlitz | GRÜNE                | 1.843         | 6,6           | 1.592          | 5,7            |
| Steffen Mente           | FDP                  | 2.443         | 8,7           | 1.960          | 7,0            |
| Carlo Gottschalk        | FREIE WÄHLER         | 2.077         | 7,4           | 998            | 3,5            |
| –                       | NPD                  | –             | –             | 63             | 0,2            |
| –                       | Tierschutzpartei     | –             | –             | 374            | 1,3            |
| –                       | Tierschutzallianz    | –             | –             | 81             | 0,3            |
| –                       | LKR                  | –             | –             | 6              | 0,0            |
| –                       | Die PARTEI           | –             | –             | 186            | 0,7            |
| –                       | Gartenpartei         | –             | –             | 202            | 0,7            |
| –                       | FBM                  | –             | –             | 14             | 0,0            |
| –                       | TIERSCHUTZ hier!     | –             | –             | 180            | 0,6            |
| –                       | dieBasis             | –             | –             | 453            | 1,6            |
| –                       | Klimaliste ST        | –             | –             | 6              | 0,0            |
| –                       | ÖDP                  | –             | –             | 24             | 0,1            |
| –                       | Die Humanisten       | –             | –             | 28             | 0,1            |
| –                       | Gesundheitsforschung | –             | –             | 97             | 0,3            |
| –                       | PIRATEN              | –             | –             | 89             | 0,3            |
| –                       | WiR2020              | –             | –             | 29             | 0,1            |

## Wahl 2016
Bei der Landtagswahl in Sachsen-Anhalt 2016 waren 48.344 Einwohner wahlberechtigt; die Wahlbeteiligung lag bei 58,9 %. Ulrich Thomas gewann erneut das Direktmandat für die CDU.
| Bewerber                | Partei            | Erststimmen in % | Zweitstimmen in % |
| ----------------------- | ----------------- | ---------------- | ----------------- |
| Ulrich Thomas           | CDU               | 34,1             | 32,8              |
| Andreas Steppuhn        | SPD               | 12,4             | 10,3              |
| Monika Hohmann          | LINKE             | 15,6             | 15,4              |
| Susan Sziborra-Seidlitz | GRÜNE             | 5,5              | 5,2               |
| Mario Lehmann           | AFD               | 26,5             | 23,5              |
| Michael Jaeger          | FDP               | 4,5              | 4,7               |
| —                       | Freie Wähler      | —                | 1,2               |
| —                       | NPD               | —                | 1,7               |
| —                       | Die PARTEI        | —                | 0,4               |
| —                       | Tierschutzpartei  | —                | 1,9               |
| —                       | Tierschutzallianz | —                | 1,2               |
| —                       | Die Rechte        | —                | 0,3               |
| —                       | FBM               | —                | 0,2               |
| —                       | MG                | —                | 0,3               |
| —                       | ALFA              | —                | 0,8               |
| Michael Schmidt         | Parteilos         | 1,5              | —                 |

## Wahl 2011
Bei der Landtagswahl in Sachsen-Anhalt 2011 waren 51.404 Einwohner wahlberechtigt; die Wahlbeteiligung lag bei 50,0 %. Ulrich Thomas gewann das Direktmandat für die CDU.
| Bewerber            | Partei           | Erststimmen in % | Zweitstimmen in % |
| ------------------- | ---------------- | ---------------- | ----------------- |
| Ulrich Thomas       | CDU              | 37,7             | 34,0              |
| Monika Hohmann      | LINKE            | 22,7             | 22,4              |
| Andreas Steppuhn    | SPD              | 20,1             | 20,8              |
| Wolfgang Döcke      | FDP              | 3,3              | 3,5               |
| Stefan Brüne-Wonner | GRÜNE            | 6,5              | 7,4               |
| Detlef Kunze        | Freie Wähler     | 8,7              | 3,4               |
| Michael Schmidt     | Einzelbewerber   | 1,1              | —                 |
| —                   | KPD              | —                | 0,2               |
| —                   | MLPD             | —                | 0,2               |
| —                   | NPD              | —                | 4,8               |
| —                   | ödp              | —                | 0,1               |
| —                   | Tierschutzpartei | —                | 1,7               |
| —                   | PIRATEN          | —                | 1,2               |
| —                   | SPV              | —                | 0,4               |

## Wahl 2006
Bei der Landtagswahl in Sachsen-Anhalt 2006 traten folgende Kandidaten an:
| Name                              | Partei          | Anteil der Erststimmen |
| --------------------------------- | --------------- | ---------------------- |
| Ulrich Thomas                     | CDU             | 34,1 %                 |
| Barbara Knöfler                   | LINKE           | 24,2 %                 |
| Bianka Kachel                     | SPD             | 20,1 %                 |
| Werner Grundmann                  | FDP             | 10,9 %                 |
| Susann Mendel                     | GRÜNE           | 5,6 %                  |
| Rainer Krause                     | BBW             | 2,7 %                  |
| Hans-Otto Hallermann              | Off D-STATT-DSU | 0,7 %                  |
| Gottfried Arndt                   | Einzelbewerber  | 0,4 %                  |
| Michael Schmidt                   | Einzelbewerber  | 1,2 %                  |
| Wahlberechtigte: 53.997 Einwohner |                 |                        |
| Wahlbeteiligung: 44,4 %           |                 |                        |